# Tadeusz Browicz
Tadeusz Browicz (* 15. September 1847 in Lemberg; † 20. März 1928 in Krakau) war ein polnischer Pathologe.
Er studierte zunächst Medizin an der Jagiellonen-Universität in Krakau, wo er 1873 promoviert wurde. Danach arbeitete er bei dem Pathologen Alfred Biesiadecki (1839–1889) als Assistent und konnte sich dann 1875 habilitieren. Von 1880 bis 1919 hatte er einen Lehrstuhl in anatomischer Pathologie an der Jagiellonen-Universität in Krakau inne. In den Jahren 1894/1895 war er zusätzlich Rektor dieser Universität.
Browicz machte verschiedene Beiträge zur medizinischen Forschung und beschrieb u. a. 1874 als erster ein Bakterium als Ursache des Typhus, welches später als Salmonella typhi benannt wurde. 1898 wies er als erster die korrekte Funktion der sog. Kuppfer Sternzellen der Leber als spezialisierte Makrophagen nach. Sie werden daher insbesondere im angelsächsischen Raum auch als Kuppfer-Browicz Zellen bezeichnet. Weiter unternahm er Forschungen zur Ursache der Gelbsucht, von Leberkrebs und verschiedener Herzmuskelerkrankungen. Schließlich publizierte er im Jahr 1905 ein bekanntes medizinisches Wörterbuch in polnischer Sprache.

## Publikationen
Die meisten seiner Schriften wurden nur in polnischer Sprache gedruckt.
- Ueber intravasculäre Zellen in den Blutcapillaren der Leberacini. Separatdruck  aus dem Anzeiger der Akademie der Wissenschaften in Krakau 1899. S. 6–8.